# Àcid α-parinàric
L'àcid α-parinàric, el qual nom sistemàtic és àcid (9Z,11E,13E,15Z)-octadeca-9,11,13,15-tetraenoic, és un àcid carboxílic poliinsaturat de cadena lineal amb devuit àtoms de carboni, la qual fórmula molecular és {\displaystyle {\ce {C18H28O2}}}. En bioquímica és considerat un àcid gras de cadena llarga i se simbolitza per C18:4 n-3. És un àcid gras ω-3 perquè té el doble enllaç situat entre el carboni 3 i 4 començant a comptar per l'extrem oposat al grup carboxil. Els seus enllaços dobles estan conjugats.

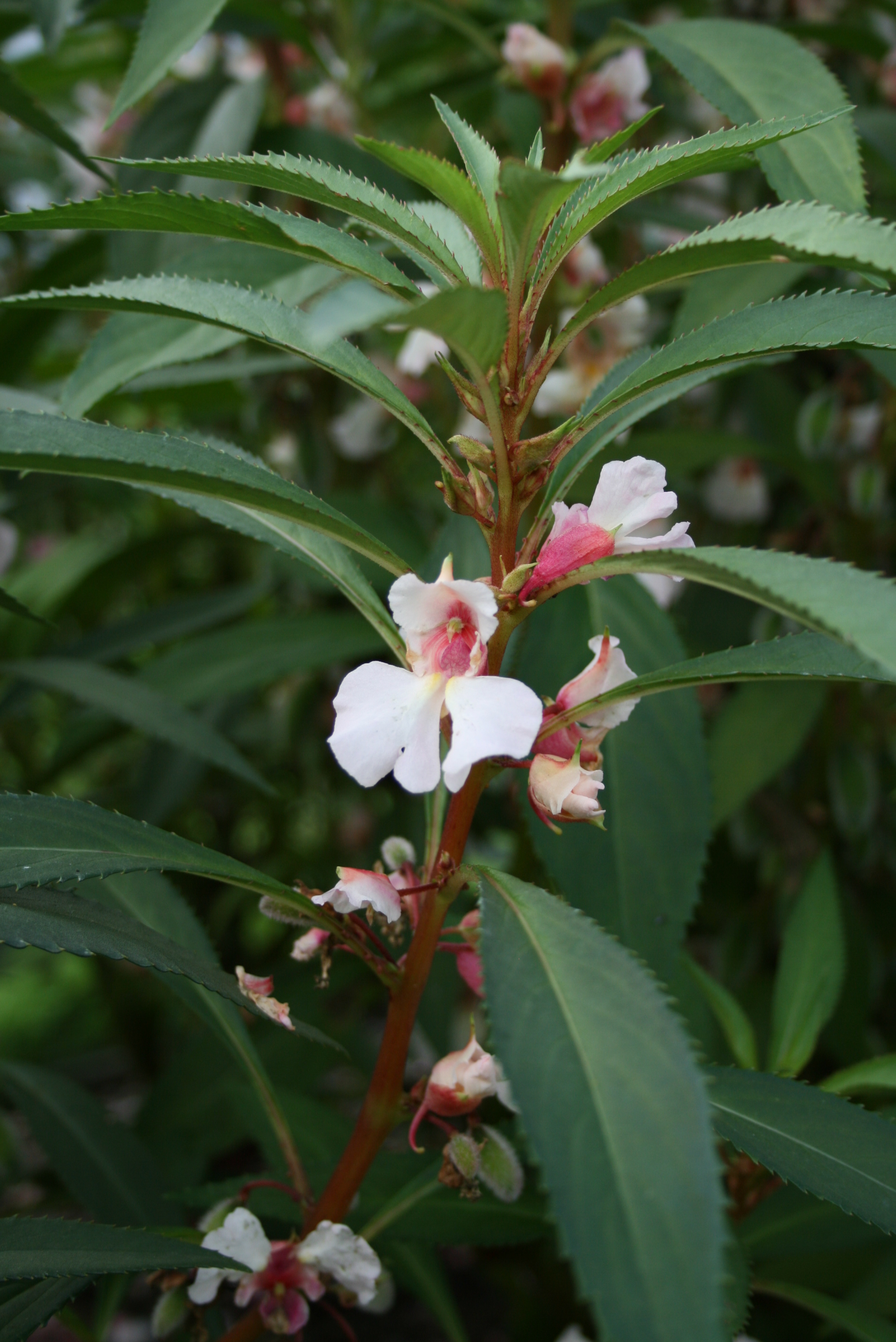
Impatiens balsamina

A temperatura ambient és un sòlid amb punt de fusió 85–86 °C. És soluble en acetona, etanol i èter de petroli. Fou descobert el 1933 pels químics japonesos M. Tsujimoto i H. Koyanagi de Parinarium macrophyllum, i descrita la seva estructura el 1935 per W.B. Brown i E.H. Farmer. També ha sigut aïllat d'algunes espècies de balsàmines: Impatiens edgeworthii (48 %), I. capensis (42 %), I. pallida (30 %) I. balsamina (29,1 %); i de Sebastiana brasiliensis (39 %).
Presenta una fluorescència natural a 432 nm amb una longitud d'ona d'excitació a 320 nm. Aquesta propietat s'ha utilitzat per a la mesura de l'activitat de fosfolipasa, l'activitat de la lipasa i com a indicador de la peroxidació lipídica.
Es produeix naturalment en les llavors de l'arbre makita, un bosc tropical selvàtic autòcton de Fiji. Les llavors de makita no són comestibles, i aquesta toxicitat es pot deure, almenys en part, als àcids grassos conjugats inestables, incloent-hi l'àcid α-parinaric, contingut dins de la llavor.